# Effedi Gasolone

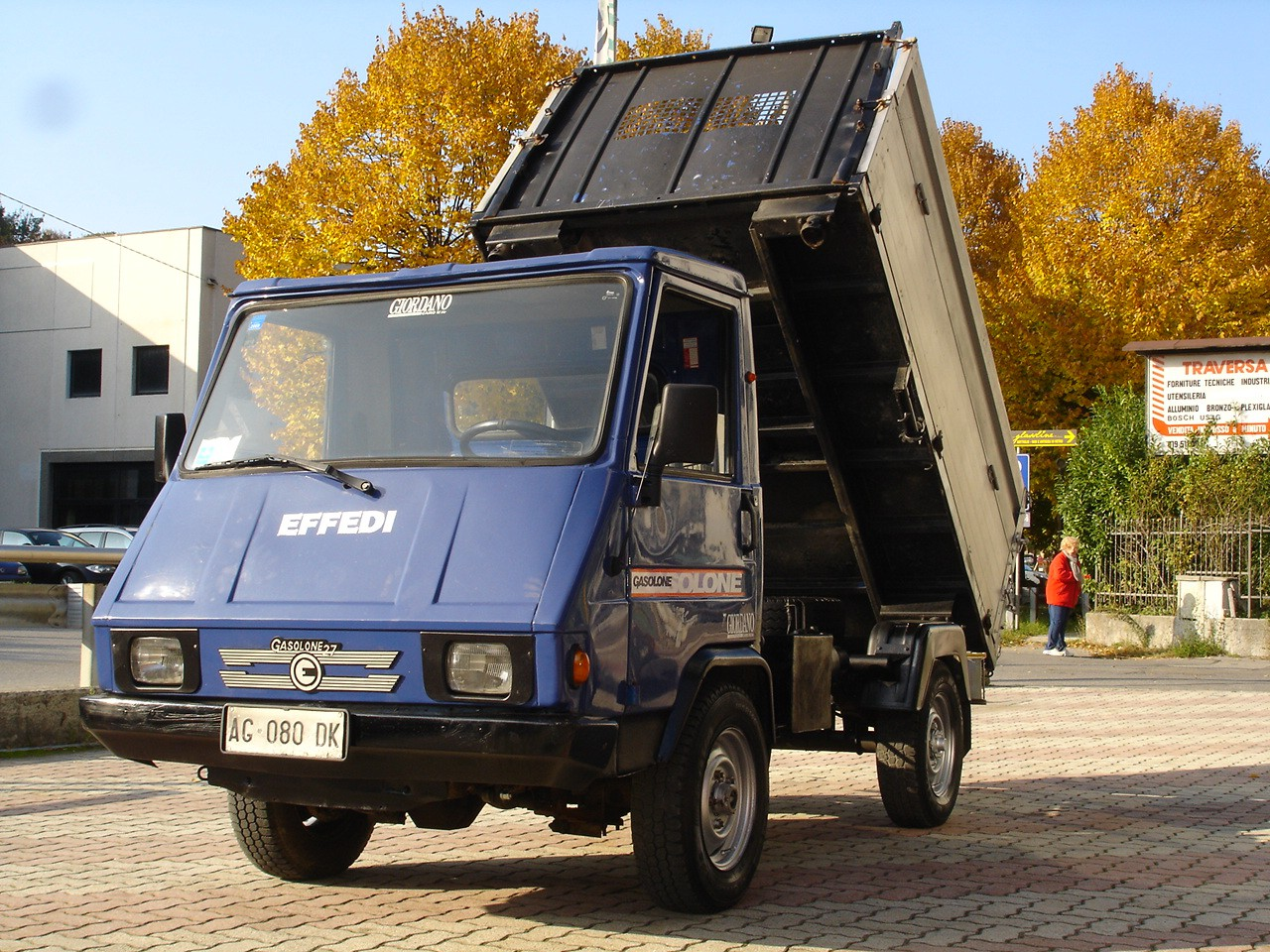
Самосвал с задней разгрузкой

Effedi Gasolone — малотоннажный грузовой автомобиль, выпускаемый в Италии c 1988 по 2012 год. Это первое транспортное средство, выпущенное предприятием, с колёсной базой 2,22—2,38 м.
Автомобиль производился в модификациях Effedi Gasolone TSHT35 (самосвал) и Effedi Gasolone TSP28 (мусоровоз). Также могли существовать версии с полным приводом.
В 2006 году автомобиль прошёл рестайлинг и производился в модификациях:
- Electrone32 — грузовой электромобиль массой 3,2 тонны.
- Metanone35 — грузовой автомобиль массой 3,5 тонны, производился в 2008—2009 годах. Оснащён газомоторным двигателем Hyundai G4js.
- Brukone32 — грузовой автомобиль массой 3,2 тонны, производился в 2006—2007 годах. Оснащён дизельным двигателем Peugeot WJY.

В связи с тем, что завод Effedi был признан банкротом, производство автомобиля Effedi Gasolone завершилось в 2012 году.